# Atriplex fera
Atriplex fera är en amarantväxtart som först beskrevs av Carl von Linné, och fick sitt nu gällande namn av Aleksandr Andrejevitj Bunge. Atriplex fera ingår i släktet fetmållor, och familjen amarantväxter. Utöver nominatformen finns också underarten A. f. cornuta.